# Ultima IV
Ultima IV: Quest of the Avatar, pubblicato inizialmente nel 1985 per Apple II, è il quarto videogioco della serie di Ultima. È il primo della trilogia "Età della Luce", e si discosta dai precedenti giochi in cui l'azione contro i mostri nei dungeon era l'elemento predominante. Da questo gioco in poi l'approccio è molto più legato alla trama e all'etica di gioco.
Ultima IV fu portato su molti sistemi, inclusi IBM, Commodore 64, NES, e Sega Master System.
Nel 1996 Computer Gaming World nominò Ultima IV come il secondo miglior gioco in assoluto per computer.

## Trama
Ultima IV è una rarità fra i videogiochi di ruolo in quanto la storia del gioco non richiede al giocatore di sconfiggere un tangibile avversario finale.
Dopo la sconfitta di tutti i membri della triade del male nei precedenti tre Ultima, il mondo di Sosaria subì alcuni cambiamenti radicali nella sua geografia: tre quarti del mondo scomparvero, nuovi continenti emersero e si spostarono, nuove città furono costruite per rimpiazzare le altre andate perdute. Il mondo, unificato sotto il governo di Lord British fu nominato "regno di Britannia". Lord British constatò l'infelicità del suo popolo dovuta a una bassa crescita spirituale, e per questo proclamò la "Quest of the Avatar": Aveva bisogno di qualcuno che si facesse avanti e si mostrasse come esempio di virtù per tutti.
L'obiettivo del gioco è far crescere il personaggio principale sulla via delle virtù, e farlo diventare un leader spirituale e un esempio di virtù per il mondo di Britannia. Il gioco segue le prove che il protagonista deve superare per comprendere ed esercitare le Otto Virtù. Dopo aver provato la propria comprensione di tutte le virtù, e dopo aver meditato in ogni Tempio della Virtù, il protagonista diventa l'Avatar. Il secondo obiettivo del gioco è trovare il Codice della Conoscenza Assoluta, un libro che contiene le risposte a tutte le domande.

## Modalità di gioco
Invece della creazione di un personaggio basato su caratteristiche numeriche tipico dei videogiochi di ruolo, in Ultima 4 i giocatori decidono il destino del proprio personaggio rispondendo ad una serie di dilemmi etici. Queste situazioni non hanno una facile soluzione; il giocatore si confronta con le Otto Virtù e cerca quella che si trova in cima alla propria classifica di priorità, determinando il tipo di personaggio che impersonerà. Per esempio scegliere Compassione porta alla creazione di un bardo; Onore a un paladino, Sacrificio un fabbro, e così via.
Tecnicamente, il gioco è molto simile ad Ultima III, nonostante sia molto più vasto. Fu il primo Ultima ad avere un reale sistema di conversazione; fino a quel momento i personaggi non giocanti della serie rispondevano con una semplice frase, da Ultima IV in poi fu possibilie interagire coi personaggi specificando un argomento di conversazione, l'argomento era determinato da un numero standard di parole (name, job, health) o da informazioni raccolte da precedenti domande o da altri personaggi. Molte sottoquest sono strutturati in questo modo.
Un'altra aggiunta sono le stanze dei dungeon, aree di combattimento uniche inserite nei dungeons nelle quali era possibile combattere con un numero di nemici generato casualmente.
Questo gioco segna definitivamente l'ambientazione ed il tono dei giochi che seguiranno nella serie. Dopo Ultima IV, le trame diventeranno sempre più collegate fra loro, con molti riferimenti dettagliati dai giochi più recenti a quelli più vecchi, spesso in maniera tale da essere capiti senza che il giocatore abbia necessariamente giocato ai titoli precedenti (anche se questo aiuta). Ciò contrasta con i vecchi Ultima, e con molte altre serie di giochi che hanno delle relazioni molto deboli fra loro, nei quali il nuovo antagonista è "il figlio/marito del precedente".
Il mondo introdotto in pieno con questo gioco non avrà modifiche rilevanti nel corso di tutta la serie.

## Sviluppo
Richard Garriott dichiarò di aver cominciato a scrivere questo gioco quando si accorse (anche da lettere di genitori arrabbiati) che nei suoi recenti giochi azioni come rubare ed uccidere anche cittadini pacifici erano necessarie o comunque molto proficue al fine di vincere il gioco e che questi mezzi non erano molto ortodossi. Oltre a ciò, organizzazioni come la BADD si occupavano con attenzione dei supposti contenuti satanici contenuti nei giochi di ruolo in generale. La natura demoniaca dell'antagonista in Ultima III era però un punto a favore di Garriott.
Garriott stesso considera il gioco, insieme a Ultima VII, come suo preferito della serie Ultima.
Alcuni dei dialoghi del gioco sono basati sul film del 1958 Bell, Book and Candle con James Stewart.

## Versione NES
Come Ultima III, Ultima IV fu portato su NES da FCI e Pony Canyon. Questa versione, intitolata Ultima: Quest of the Avatar, fu pubblicata nel 1990.
Il sistema di gioco in generale non cambiò molto, poiché l'approccio al gioco era molto simile ai videogiochi di ruolo per console di quel tempo, come ad esempio Dragon Quest e Final Fantasy.
La grafica fu invece completamente ridisegnata, lo stesso per le musiche; il tono generale del gioco ricordava molto i videogiochi di ruolo giapponesi dell'epoca. Le opzioni di dialogo erano molto limitate. Un'altra modifica fu di non avere la possibilità di avere contemporaneamente i sette personaggi del party, come era possibile in altre versioni. Tutti i personaggi oltre il quarto potevano essere lasciati in un ostello a Britain, e potevano essere uniti al party escludendo qualcun altro.
Comunque il sistema di combattimento si avvicinava molto a quello usato negli altri computer, con l'opzione addizionale del combattimento automatico.

## Ultima IVsui moderni sistemi operativi
xu4 è una ricostruzione del motore di gioco di Ultima IV disponibile per Linux, Windows, macOS, RISC OS e Dreamcast. Richiede i file originali di Ultima IV per DOS, e mantiene la compatibilità con la versione originale per DOS (è possibile infatti condividere i salvataggi fra la versione DOS e xu4).
Ci sono altre due edizioni disponibili, che usano il motore grafico di Neverwinter Nights: Avatarship - Ultima 4 e Ultima Rebirth.